# Psecadius
Psecadius es un  género de coleópteros adéfagos perteneciente a la familia Carabidae.

## Especies
Comprende las siguientes especies:
- Psecadius alluaudi (Vuillet, 1911)
- Psecadius eustalactus (Gerstaecker, 1866)
- Psecadius eximius (Sommer, 1852)
- Psecadius obertheuri (Gestro, 1895)